# Копіськ (Підляське воєводство)
Копіськ (пол. Kopisk) — село в Польщі, у гміні Добжинево-Дуже Білостоцького повіту Підляського воєводства.
Населення — 52 особи (2011).
У 1975-1998 роках село належало до Білостоцького воєводства.

## Демографія
Демографічна структура станом на 31 березня 2011 року:
|          | Загалом | Допрацездатний вік | Працездатний вік | Постпрацездатний вік |
| -------- | ------- | ------------------ | ---------------- | -------------------- |
| Чоловіки | 25      | 10                 | 13               | 2                    |
| Жінки    | 27      | 7                  | 13               | 7                    |
| Разом    | 52      | 17                 | 26               | 9                    |